# Chłopiec z Marsa
Chłopiec z Marsa – amerykański film obyczajowy z 2007 roku, w reżyserii Menno Meyjesa na podstawie noweli Davida Gerrolda.

## Opis fabuły
David jest pisarzem science-fiction. Aby zmniejszyć poczucie osamotnienia i tęsknoty za zmarłą kilka lat wcześniej żoną, postanawia adoptować dziecko. Jego wybór pada na Dennisa, sześcioletniego chłopca przekonanego, że pochodzi z Marsa. Wszyscy uważają go za dziwadło, jednak David jest wyjątkiem. Pozwala chłopcu zachowywać się ekscentrycznie, a później zaczyna nawet wierzyć w jego opowieści.

## Obsada aktorska
- John Cusack - David
- Bobby Coleman - Dennis
- Amanda Peet - Harlee
- Sophie Okonedo - Sophie
- Joan Cusack - Liz
- Oliver Platt - Jeff
- Suzy Joachim - Lisa
- Beverley Breuer - Pani Tompkins
- Jonathan Holmes - Brad
- David Kaye - Alex
- Wilson Kwok - Facet
- Maria DiMartino - Pasażer w windzie
- Anita Brown - Mary
- Samuel Patrick Chu - Twardy chłopak
- Daniel Pepper - Policjant w mundurze